# セイヴ・ミー (クイーンの曲)
「セイヴ・ミー」（Save Me）は、イギリスのロック・バンドであるクイーンの楽曲。1980年にEMIよりリリースされ、同年発売のアルバム『ザ・ゲーム』に収録された。

## 概要
前作「愛という名の欲望」のロングヒット中に発売されたシングル。曲自体はシングル発表前からライブで演奏されていた。

## プロモーションビデオ
プロモーションビデオは1979年12月22日にアレクサンドラ・パレスでCrazy Tourの公演の前に撮影されたもので、一部にアニメが使われている。2002年にはこの曲のプロモーションビデオが「グレイテスト・ビデオ・ヒッツ1」に収録され発売された。

## 担当
- ブライアン・メイ: リズム・アコースティック・12弦ギター、ピアノ、シンセサイザー、コーラス
- ロジャー・テイラー: ドラム、コーラス
- フレディ・マーキュリー: リードヴォーカル、コーラス
- ジョン・ディーコン: ベース

## シングル収録曲

### イギリス盤
1. セイヴ・ミー - Save Me (Mercury)
2. レット・ミー・エンターテイン・ユー（ライブ） - Let Me Entertain You (Live) (Mercury)

### 日本盤
1. セイヴ・ミー - Save Me (Mercury)
2. シアー・ハート・アタック - Sheer Heart Attack (Taylor)

## チャート
| 国           | チャート |
| ------------ | -------- |
| オランダ     | 5位      |
| ノルウェー   | 7位      |
| アイルランド | 8位      |
| イタリア     | 10位     |
| イギリス     | 11位     |
| ドイツ       | 42位     |
| 日本         | 96位     |

## 楽曲が使用された作品
TV作品
- F1グランプリ（2008年ドイツグランプリ以降）